# Gran Premio motociclistico di Thailandia 2025
Il Gran Premio motociclistico di Thailandia 2025 è stata la prima prova della stagione 2025 del Motomondiale 2025. Le gare lunghe si sono corse domenica 2 marzo 2025 sul Circuito internazionale di Buriram e le vittorie nelle quattro classi sono andate a: Marc Márquez nella Sprint (disputatasi di sabato) e nella gara della MotoGP, Manuel González in Moto2, José Antonio Rueda in Moto3.

## Vigilia
Il Gran Premio rappresenta il primo appuntamento della stagione, il primo evento di 22 stabiliti nel calendario del campionato, record assoluto nella categoria: due appuntamenti aggiuntivi rispetto alla stagione precedente. Il Gran Premio di Thailandia è la gara di apertura per la prima volta nella storia dell'evento, giunto alla sesta edizione. Sponsor del Gran Premio è, come avvenuto anche nell'edizione precedente, il distributore di prodotti petroliferi thailandese, PT Energy PCL.
Due settimane prima del Gran Premio, il circuito è stato sede della quarta ed ultima sessione dei test pre-stagionali della MotoGP. I team hanno avuto a disposizione due sessioni spalmate su due giorni, come nella stagione precedente quando si erano invece disputati al Circuito di Lusail, in Qatar. I test hanno visto Marc Márquez terminare in prima posizione, in entrambe le sessioni.
Dopo oltre trent'anni di collaborazione e 15 titoli Mondiali insieme, il costruttore Honda si separa dal suo storico title sponsor Repsol all'indomani dell'ultimo appuntamento del mondiale 2024, il Gran Premio della Solidarietà. Contestualmente, la casa giapponese sigla un accordo con Castrol e cambia denominazione in Honda HRC Castrol. Dopo venti stagioni insieme, si conclude la collaborazione tra Ducati Corse e Pramac Racing, con quest'ultima che porta in pista motociclette Yamaha. A seguito di questa notizia, il team VR46 Racing diventa il nuovo team ufficiale Ducati, con il solo Fabio Di Giannantonio che usufruirà della Ducati Desmosedici GP25. Dopo due stagioni, inoltre, si conclude la collaborazione tra Tech 3 e Gas Gas, con la casa francese che torna a vestire i colori della casa madre KTM Factory Racing. Da questa stagione, Gresini Racing viene supportata da BK8, piattaforma di notizie sportive ed intrattenimento, come nuovo title sponsor cambiando denominazione in BK8 Gresini Racing. Nel corso dell'annata precedente, il pilota spagnolo Aleix Espargaró annunciò il suo ritiro alle corse al termine della stagione. Il suo posto in Aprilia Racing venne preso dal Campione del Mondo in carica Jorge Martín, che viene affiancato da Marco Bezzecchi, a rimpiazzare Maverick Viñales. Lo spagnolo numero 12, sia accasa infatti al team francese Tech 3 insieme ad Enea Bastianini. Il posto lasciato dall'italiano nel team ufficiale Ducati viene occupato dall'otto volte Campione del Mondo Marc Márquez, proveniente dall'esperienza in Gresini Racing che ingaggia a sua volta il classe 2005 Fermín Aldeguer dalla classe cadetta dove concluse quinto nel 2024. Pedro Acosta viene promosso come pilota titolare del team KTM Factory Racing. Lasciato a piedi dalla casa austriaca, Jack Miller viene reclutato da Pramac Racing come nuovo pilota titolare insieme a Miguel Oliveira. Il portoghese viene sostituito nel team Trackhouse Racing dal fresco vincitore del Mondiale Moto2: il nipponico Ai Ogura. Infine, nel Team LCR, Takaaki Nakagami viene rimpiazzato con il thailandese Somkiat Chantra, promosso dalla Moto2 diventando il primo a rappresentare la nazione del Sud-est asiatico nella classe regina.
Molte le novità sul lato piloti anche in Moto2, a partire dall'approdo di Pramac Racing nella classe cadetta con motociclette Boscoscuro, con la denominazione di BLU CRU Pramac Yamaha Moto2 e con Tony Arbolino ed Izan Guevara come piloti titolari. Anche il team Marc VDS Racing sigla un accordo con la casa italiana, che sale dunque ad otto motociclette in griglia, con Jake Dixon come nuovo pilota. Il vuoto lasciato nell'Aspar Team dopo l'addio del britannico e di Guevara, viene colmato dal Campione del Mondo Moto3 in carica David Alonso e dal vice-Campione Daniel Holgado. Il team QJMotor - Frinsa - MSi, dopo la partenza di Ogura, ingaggia Iván Ortolá dalla Moto3. In casa SUP Racing, in questo gran premio con la denominazione di Team HDR Heidrun, viene messo sotto contratto l'italiano Celestino Vietti, che lascia il team Red Bull KTM Ajo dove viene ingaggiato al suo posto Collin Veijer, terzo nello scorso campionato Moto3. Il team Fantic Racing Lino Sonego, preleva il belga Barry Baltus da RW-Idrofoglia Racing GP. Al suo posto, il team olandese trova l'accordo con il nipponico Ayumu Sasaki. Il team Gresini Racing stipula un accordo con Italjet come nuovo title sponsor, e mette sotto contratto Darryn Binder, al posto di Jeremy Alcoba passato al mondiale Supersport. Il posto del sudafricano nel team Liqui Moly Husqvarna Intact GP viene occupato da Manuel González. In casa Italtrans Racing, viene ingaggiato il Campione del Mondo Supersport: lo spagnolo Adrián Huertas. Dopo la promozione di Chantra nella classe regina, Yūki Kunii diventa il nuovo pilota titolare del team Honda Team Asia, tornando nel Motomondiale dopo tre anni di assenza. Infine, nel team Forward Racing viene ingaggiato per tutta la stagione, dopo le varie wildcard dell'annata precedente, Jorge Navarro.
Nella classe Moto3, cambiano entrambi i volti dell'Aspar Team che ingaggia Dennis Foggia, al ritorno in questa categoria dopo due anni, ed il sedicenne spagnolo Máximo Quiles. Il team MT Helmets - MSi mette sotto contratto il Rookie of the Year della passata stagione, ovvero Ángel Piqueras. Il suo posto in Leopard Racing viene occupato da David Almansa, che lascia lo Snipers Team. Il team italiano ingaggia Nicola Carraro e Riccardo Rossi, sostituendo così anche Matteo Bertelle che approda al team LevelUp - MTA insieme a Joel Kelso. Stefano Nepa viene prelevato dal team SIC58 Squadra Corse, mentre David Muñoz viene ingaggiato dal team tedesco Liqui Moly Dynavolt Intact GP, insieme al rookie italiano Guido Pini. Il team BOE Motorsports mette sotto contratto il neozelandese Cormac Buchanan ed il sudafricano Ruché Moodley, entrambi al debutto iridato. Alla prima stagione anche l'argentino Valentín Perrone che viene reclutato da Tech 3. Il team Red Bull KTM Ajo rimpiazza Xabi Zurutuza con il campione del Junior GP 2024: lo spagnolo Álvaro Carpe. Il team francese CIP Green Power mette sotto contratto il britannico Scott Ogden, che viene rimpiazzato in casa GRYD - MLav Racing dallo spagnolo Marcos Uriarte.
Il Campione del Mondo in carica della MotoGP Jorge Martín non prende parte all'evento a causa di un infortunio occorso durante una sessione di allenamento che comportò una frattura complessa del radio, di alcune ossa carpali e una frattura calcaneare omolaterale. Al suo posto, Aprilia Racing schiera il collaudatore Lorenzo Savadori, già sceso in pista con il team italiano durante i test pre-stagionali in tutte le sessioni ed autore di sei partenze nella passata stagione. Nella classe cadetta, Sergio García, che chiuse in quarta posizione la scorsa stagione, è costretto a saltare il primo appuntamento dell'anno per via di un'operazione al quarto metacarpo della mano destra al seguito di una frattura avvenuta nell'ultima giornata di test, venendo sostituito da Óscar Gutiérrez, al debutto in Moto2 e con alle spalle il terzo posto nella classifica iridata di MotoE nella passata stagione. In Moto3, il debuttante spagnolo Máximo Quiles non prende parte all'evento in quanto: nonostante gli siano state concesse deroghe per partecipare al Motomondiale pur non avendo ancora compito la maggior età avendo chiuso in terza posizione il Junior GP nella passata stagione, non può debuttare prima del compimento del diciassettesimo anno di età e viene sostituito dall'austriaco Jakob Rosenthaler, autore di due wilcard nella scorsa stagione. In casa CIP Green Power, debutta lo spagnolo Adrián Cruces che sostituisce l'elvetico Noah Dettwiler, infortunatosi anch'egli nei test pre-stagionali di Jerez. Infine, Joel Esteban sostituisce Jacob Roulstone nel team Red Bull KTM Tech3 in virtù dell'infortunio dell'australiano mentre si allenava a Jerez, riportando la frattura della vertebra C3 del collo.

## MotoGP

### Prove
Nella prima sessione di prove libere, parte subito forte Marc Márquez in sella alla Ducati ufficiale segnando il miglior e staccando di 158 millesimi Franco Morbidelli in seconda posizione e di 342 millesimi Fabio Quartararo. Nella sessione di pre-qualifiche è invece il fratello, Álex Márquez, ad essere il pilota più veloce in pista di soli 52 millesimi davanti a Marc, mentre terzo è Pedro Acosta, distante 242 millesimi. Marco Bezzecchi e Morbidelli sono gli unici due italiani a qualificarsi direttamente al Q2, con quest'ultimo che deve scontare tre posizioni di penalità in griglia per aver ostacolato Francesco Bagnaia durante il suo giro veloce non permettendogli di classificarsi nei primi dieci. Nella seconda sessione di prove libere del sabato mattina, precedente alle qualifiche, è Morbidelli il più veloce in pista, di 70 millesimi su Márquez e 338 millesimi su Bagnaia.

### Qualifiche
Nella prima fase delle qualifiche, passano il taglio Francesco Bagnaia di soli 6 millesimi davanti a Jack Miller, secondo qualificato e davanti di 51 millesimi a Fabio Di Giannantonio, è sedicesimo Luca Marini, ventesimo ed in grande difficoltà sulla nuova moto Enea Bastianini, mentre è ultimo e ventiduesimo Lorenzo Savadori. Nella seconda fase è Marc Márquez a prendersi la prima pole position stagionale seguito dal fratello Álex a 146 millesimi e Bagnaia è terzo a 173 millesimi. Quarta posizione per Miller al debutto con Prima Pramac Racing Yamaha davanti ad Ai Ogura, alla prima qualifica nella classe regina. Dietro al nipponico c'è Franco Morbidelli, che però alla domenica partirà nono, e Marco Bezzecchi chiude in nona posizione. Di seguito i risultati delle qualifiche:
| Pos. | Nº | Pilota                | Squadra                      | Tempo     | Tempo    |
| Pos. | Nº | Pilota                | Squadra                      | Q1        | Q2       |
| ---- | -- | --------------------- | ---------------------------- | --------- | -------- |
| 1    | 93 | Marc Márquez          | Ducati Lenovo Team           | Già in Q2 | 1'28.742 |
| 2    | 73 | Álex Márquez          | BK8 Gresini Racing           | Già in Q2 | 1'28.928 |
| 3    | 63 | Francesco Bagnaia     | Ducati Lenovo Team           | 1'29.180  | 1'28.955 |
| 4    | 43 | Jack Miller           | Prima Pramac Racing Yamaha   | 1'29.186  | 1'29.090 |
| 5    | 79 | Ai Ogura              | Trackhouse Racing            | Già in Q2 | 1'29.134 |
| 6    | 21 | Franco Morbidelli     | Pertamina Enduro VR46 Racing | Già in Q2 | 1'29.171 |
| 7    | 37 | Pedro Acosta          | Red Bull KTM Factory Racing  | Già in Q2 | 1'29.320 |
| 8    | 25 | Raúl Fernández        | Trackhouse Racing            | Già in Q2 | 1'29.367 |
| 9    | 72 | Marco Bezzecchi       | Aprilia Racing               | Già in Q2 | 1'29.381 |
| 10   | 20 | Fabio Quartararo      | Monster Energy Yamaha        | Già in Q2 | 1'29.389 |
| 11   | 36 | Joan Mir              | Honda HRC Castrol            | Già in Q2 | 1'29.422 |
| 12   | 5  | Johann Zarco          | Castrol Honda LCR            | Già in Q2 | 1'29.609 |
| 13   | 49 | Fabio Di Giannantonio | Pertamina Enduro VR46 Racing | 1'29.237  | N.D.     |
| 14   | 33 | Brad Binder           | Red Bull KTM Factory Racing  | 1'29.468  | N.D.     |
| 15   | 54 | Fermín Aldeguer       | BK8 Gresini Racing           | 1'29.484  | N.D.     |
| 16   | 10 | Luca Marini           | Honda HRC Castrol            | 1'29.532  | N.D.     |
| 17   | 88 | Miguel Oliveira       | Prima Pramac Racing Yamaha   | 1'29.587  | N.D.     |
| 18   | 12 | Maverick Viñales      | Red Bull KTM Tech3           | 1'29.701  | N.D.     |
| 19   | 42 | Álex Rins             | Monster Energy Yamaha        | 1'29.733  | N.D.     |
| 20   | 23 | Enea Bastianini       | Red Bull KTM Tech3           | 1'29.916  | N.D.     |
| 21   | 35 | Somkiat Chantra       | Idemitsu Honda LCR           | 1'30.076  | N.D.     |
| 22   | 32 | Lorenzo Savadori      | Aprilia Racing               | 1'30.630  | N.D.     |

### Sprint
Marc Márquez domina la prima gara Sprint dell'anno vincendo con un secondo di vantaggio su Álex Márquez e Francesco Bagnaia, a chiudere il podio. Oltre le aspettative il debutto di Ai Ogura che chiude in quarta posizione con la Trackhouse Racing, seguito in quinta posizione da Franco Morbidelli. Staccato di sei secondi c'è la migliore KTM RC16 guidata da Pedro Acosta. Settima posizione per Fabio Quartararo, nonché unica Yamaha in zona punti, seguito da Brad Binder ottavo. Chiude la zona punti in nona posizione Joan Mir, portandosi a casa il primo punto stagionale. Di seguito i risultati della gara Sprint:

#### Arrivati al traguardo
| Pos | Nº | Pilota            | Squadra                      | Motocicletta       | Giri | Tempo     | Griglia | Punti |
| --- | -- | ----------------- | ---------------------------- | ------------------ | ---- | --------- | ------- | ----- |
| 1°  | 93 | Marc Márquez      | Ducati Lenovo Team           | Ducati Desmosedici | 13   | 19'35"005 | 1º      | 12    |
| 2°  | 73 | Álex Márquez      | BK8 Gresini Racing           | Ducati Desmosedici | 13   | +1.185    | 2º      | 9     |
| 3°  | 63 | Francesco Bagnaia | Ducati Lenovo Team           | Ducati Desmosedici | 13   | +3.423    | 3º      | 7     |
| 4°  | 79 | Ai Ogura          | Trackhouse Racing            | Aprilia RS-GP      | 13   | +4.392    | 5º      | 6     |
| 5°  | 21 | Franco Morbidelli | Pertamina Enduro VR46 Racing | Ducati Desmosedici | 13   | +5.790    | 6º      | 5     |
| 6°  | 37 | Pedro Acosta      | Red Bull KTM Factory Racing  | KTM RC16           | 13   | +11.700   | 7º      | 4     |
| 7°  | 20 | Fabio Quartararo  | Monster Energy Yamaha        | Yamaha YZR-M1      | 13   | +13.437   | 10º     | 3     |
| 8°  | 33 | Brad Binder       | Red Bull KTM Factory Racing  | KTM RC16           | 13   | +14.228   | 14º     | 2     |
| 9°  | 36 | Joan Mir          | Honda HRC Castrol            | Honda RC213V       | 13   | +15.543   | 11º     | 1     |
| 10° | 5  | Johann Zarco      | Castrol Honda LCR            | Honda RC213V       | 13   | +16.209   | 12º     |       |
| 11° | 25 | Raúl Fernández    | Trackhouse Racing            | Aprilia RS-GP      | 13   | +16.817   | 8º      |       |
| 12° | 72 | Marco Bezzecchi   | Aprilia Racing               | Aprilia RS-GP      | 13   | +17.152   | 9º      |       |
| 13° | 54 | Fermín Aldeguer   | BK8 Gresini Racing           | Ducati Desmosedici | 13   | +17.741   | 15º     |       |
| 14° | 12 | Maverick Viñales  | Red Bull KTM Tech3           | KTM RC16           | 13   | +18.894   | 18º     |       |
| 15° | 10 | Luca Marini       | Honda HRC Castrol            | Honda RC213V       | 13   | +19.194   | 16º     |       |
| 16° | 88 | Miguel Oliveira   | Prima Pramac Racing Yamaha   | Yamaha YZR-M1      | 13   | +19.569   | 17º     |       |
| 17° | 42 | Álex Rins         | Monster Energy Yamaha        | Yamaha YZR-M1      | 13   | +20.140   | 19º     |       |
| 18° | 23 | Enea Bastianini   | Red Bull KTM Tech3           | KTM RC16           | 13   | +23.948   | 20º     |       |
| 19° | 35 | Somkiat Chantra   | Idemitsu Honda LCR           | Honda RC213V       | 13   | +24.594   | 21º     |       |
| 20° | 32 | Lorenzo Savadori  | Aprilia Racing               | Aprilia RS-GP      | 13   | +31.443   | 22º     |       |

#### Ritirati
| Nº | Pilota                | Squadra                      | Motocicletta       | Giri | Griglia |
| -- | --------------------- | ---------------------------- | ------------------ | ---- | ------- |
| 49 | Fabio Di Giannantonio | Pertamina Enduro VR46 Racing | Ducati Desmosedici | 11   | 13º     |
| 43 | Jack Miller           | Prima Pramac Racing Yamaha   | Yamaha YZR-M1      | 6    | 4º      |

### Gara
Allo spegnimento dei semafori, Marc Márquez tiene la testa e cerca di scappare dal resto del gruppo seguito da Álex Márquez e Francesco Bagnaia, con Ai Ogura e Franco Morbidelli unici a tenere il passo del podio. Al terzo giro arriva la caduta di Pedro Acosta che riparte, ma concluderà la gara fuori dai punti. Nel corso del settimo giro, Marc Márquez fa passare volontariamente il fratello in uscita da curva 3 probabilmente per un problema di pressione alla gomma anteriore o alla temperatura del motore, con il pilota Ducati ufficiale che seguì il fratello per molti giri, mentre Bagnaia si avvicinò senza mai impensierire i fratelli spagnoli; Morbidelli sorpassò Ogura per la quarta posizione. Dietro al nipponico, salì saldamente in sesta posizione Marco Bezzecchi.
A tre giri dal termine della gara, Marc sorpassa il fratello andando a vincere la prima gara stagionale dominando tutto il weekend, segnando anche il giro veloce, e tornando in testa al Campionato per la prima volta dopo ben 93 settimane. Seconda posizione per Álex e terza posizione per Bagnaia, replicando il podio della gara del sabato. Quarta posizione per Morbidelli, alla prima gara con VR46 Racing, seguito da Ogura che conclude il suo primo weekend di gara nella classe regina portandosi a casa ben diciassette punti. Ad oltre sette secondi di distanza, chiude sesto Bezzecchi seguito da Johann Zarco, miglior pilota Honda al traguardo. Ottava posizione per Brad Binder seguito da Enea Bastianini, autore di un'ottima rimonta, ed in decima posizione Fabio Di Giannantonio, non ancora al massimo delle forze dopo l'operazione di poche settimane prima. Chiude undicesimo Jack Miller davanti a Luca Marini e Fermín Aldeguer, anche lui al debutto nella categoria. Quattordicesima posizione per Miguel Oliveira con il team Pramac Racing e chiude la zona punti Fabio Quartararo. Di seguito i risultati della gara:

#### Arrivati al traguardo
| Pos | Nº | Pilota                | Squadra                      | Motocicletta       | Giri | Tempo     | Griglia | Punti |
| --- | -- | --------------------- | ---------------------------- | ------------------ | ---- | --------- | ------- | ----- |
| 1°  | 93 | Marc Márquez          | Ducati Lenovo Team           | Ducati Desmosedici | 26   | 39'37"244 | 1º      | 25    |
| 2°  | 73 | Álex Márquez          | BK8 Gresini Racing           | Ducati Desmosedici | 26   | +1.732    | 2º      | 20    |
| 3°  | 63 | Francesco Bagnaia     | Ducati Lenovo Team           | Ducati Desmosedici | 26   | +2.398    | 3º      | 16    |
| 4°  | 21 | Franco Morbidelli     | Pertamina Enduro VR46 Racing | Ducati Desmosedici | 26   | +5.176    | 9º      | 13    |
| 5°  | 79 | Ai Ogura              | Trackhouse Racing            | Aprilia RS-GP      | 26   | +7.450    | 5º      | 11    |
| 6°  | 72 | Marco Bezzecchi       | Aprilia Racing               | Aprilia RS-GP      | 26   | +14.967   | 8º      | 10    |
| 7°  | 5  | Johann Zarco          | Castrol Honda LCR            | Honda RC213V       | 26   | +15.225   | 12º     | 9     |
| 8°  | 33 | Brad Binder           | Red Bull KTM Factory Racing  | KTM RC16           | 26   | +19.929   | 14º     | 8     |
| 9°  | 23 | Enea Bastianini       | Red Bull KTM Tech3           | KTM RC16           | 26   | +20.053   | 20º     | 7     |
| 10° | 49 | Fabio Di Giannantonio | Pertamina Enduro VR46 Racing | Ducati Desmosedici | 26   | +21.546   | 13º     | 6     |
| 11° | 43 | Jack Miller           | Prima Pramac Racing Yamaha   | Yamaha YZR-M1      | 26   | +22.315   | 4º      | 5     |
| 12° | 10 | Luca Marini           | Honda HRC Castrol            | Honda RC213V       | 26   | +23.940   | 16º     | 4     |
| 13° | 54 | Fermín Aldeguer       | BK8 Gresini Racing           | Ducati Desmosedici | 26   | +24.760   | 15º     | 3     |
| 14° | 88 | Miguel Oliveira       | Prima Pramac Racing Yamaha   | Yamaha YZR-M1      | 26   | +26.097   | 17º     | 2     |
| 15° | 20 | Fabio Quartararo      | Monster Energy Yamaha        | Yamaha YZR-M1      | 26   | +26.456   | 10º     | 1     |
| 16° | 12 | Maverick Viñales      | Red Bull KTM Tech3           | KTM RC16           | 26   | +28.770   | 18º     |       |
| 17° | 42 | Álex Rins             | Monster Energy Yamaha        | Yamaha YZR-M1      | 26   | +31.095   | 19º     |       |
| 18° | 35 | Somkiat Chantra       | Idemitsu Honda LCR           | Honda RC213V       | 26   | +31.480   | 22º     |       |
| 19° | 37 | Pedro Acosta          | Red Bull KTM Factory Racing  | KTM RC16           | 26   | +42.115   | 6º      |       |
| 20° | 32 | Lorenzo Savadori      | Aprilia Racing               | Aprilia RS-GP      | 26   | +46.827   | 21º     |       |

#### Ritirati
| Nº | Pilota         | Squadra           | Motocicletta  | Giri | Griglia |
| -- | -------------- | ----------------- | ------------- | ---- | ------- |
| 25 | Raúl Fernández | Trackhouse Racing | Aprilia RS-GP | 22   | 7º      |
| 36 | Joan Mir       | Honda HRC Castrol | Honda RC213V  | 14   | 11º     |

## Moto2

### Prove
Il weekend di gara di Manuel González parte con il miglior tempo nella prima sessione di prove libere in 1'34"591 segnando il nuovo record della pista. Lo spagnolo precede di 280 millesimi Deniz Öncü e di 601 millesimi Diogo Moreira terzo, davanti a Tony Arbolino: miglior italiano e distante 732 millesimi dalla vetta. Nella sessione di pre-qualifiche, il miglior tempo è di Moreira davanti per soli 58 millesimi su González e 198 millesimi su Öncü, mentre nessun italiano si qualifica in Q2. Il turco del team Red Bull KTM Ajo segna infine il giro più veloce nella seconda sessione di prove libere di 55 millesimi davanti ad Arón Canet e 231 millesimi su Zonta van den Goorbergh.

### Qualifiche
Dalla Q1 passano Darryn Binder, i debuttanti Daniel Holgado ed Adrián Huertas oltre che Celestino Vietti; mentre Arbolino è solo ventesimo. Nel Q2 la pole position va a Manuel González con il team Liqui Moly Dynavolt Intact GP, per la seconda volta in carriera dopo il Gran Premio del Portogallo 2024. Segue a soli 36 millesimi di distanza Celestino Vietti, con la miglior miglior Boscoscuro, ed in terza posizione a 205 millesimi c'è Arón Canet. Autori di un'ottima qualifica anche Senna Agius in quarta posizione e Barry Baltus, al debutto con Fantic Racing, che completa la Top 5; ecco i risultati dei primi cinque classificati:
| Pos | Nº | Pilota           | Team                          | Tempo    |
| --- | -- | ---------------- | ----------------------------- | -------- |
| 1   | 18 | Manuel González  | Liqui Moly Dynavolt Intact GP | 1'34.634 |
| 2   | 13 | Celestino Vietti | Team HDR Heidrun              | 1'34.670 |
| 3   | 44 | Arón Canet       | Fantic Racing Lino Sonego     | 1'34.839 |
| 4   | 81 | Senna Agius      | Liqui Moly Dynavolt Intact GP | 1'34.873 |
| 5   | 7  | Barry Baltus     | Fantic Racing Lino Sonego     | 1'34.885 |

### Gara
Prima della gara, non riesce a prendere il via Álex Escrig con il team Klint Forward Factory Team per problemi sulla sua moto.
Parte bene Celestino Vietti che si porta in testa ma deve subito cedere il passo a Manuel González, dominatore della gara. Seguono Senna Agius ed Arón Canet mentre dietro vengono penalizzati con due long lap penalty Darryn Binder ed Izan Guevara per falsa partenza e termineranno poi fuori dai punti. I primi tre vanno via su Canet e Diogo Moreira, quinto, davanti a Marcos Ramírez in lotta con Barry Baltus. González ha margine e scappa via, invece Vietti e Agius rimangono in lotta per la seconda posizione. I due vengono al contatto con l'italiano che ne ha la peggio e cade mentre l'australiano riceve un long lap penalty, perdendo due posizioni. Negli ultimi giri la lotta è tutta per il gradino più basso del podio tra l'australiano e Moreira, con quest'ultimo che tenta in tutto i modi di passarlo ma si deve accontentare del quarto posto finale.
González domina e vince la sua seconda gara in carriera nel Motomondiale, davanti a Canet ed al compagno di squadra Agius, al secondo podio in carriera. Quarta posizione, attaccato all'australiano, per Moreira. Quinta posizione per Ramírez seguito da Baltus e Jake Dixon, settimo. Ottava posizione, al debutto in categoria, per Daniel Holgado davanti ad Alonso López e ad Albert Arenas. Dodicesima posizione per Deniz Öncü seguito dall'unico italiano arrivato al traguardo, ovvero Tony Arbolino al debutto con il team BLU CRU Pramac Yamaha Moto2. Ultimi due piazzamenti a punti per Adrián Huertas, anche lui al debutto, e l'indonesiano Mario Aji chiude la zona punti. Di seguito i risultati della gara:

#### Arrivati al traguardo
| Pos | Nº | Pilota                  | Squadra                       | Motocicletta | Giri | Tempo     | Griglia | Punti |
| --- | -- | ----------------------- | ----------------------------- | ------------ | ---- | --------- | ------- | ----- |
| 1°  | 18 | Manuel González         | Liqui Moly Dynavolt Intact GP | Kalex        | 22   | 35'13"072 | 1º      | 25    |
| 2°  | 44 | Arón Canet              | Fantic Racing Lino Sonego     | Kalex        | 22   | +2.600    | 3º      | 20    |
| 3°  | 81 | Senna Agius             | Liqui Moly Dynavolt Intact GP | Kalex        | 22   | +6.491    | 4º      | 16    |
| 4°  | 10 | Diogo Moreira           | Italtrans Racing              | Kalex        | 22   | +6.742    | 10º     | 13    |
| 5°  | 24 | Marcos Ramírez          | OnlyFans American Racing Team | Kalex        | 22   | +9.561    | 7º      | 11    |
| 6°  | 7  | Barry Baltus            | Fantic Racing Lino Sonego     | Kalex        | 22   | +11.244   | 5º      | 10    |
| 7°  | 96 | Jake Dixon              | Elf Marc VDS Racing           | B-25         | 22   | +11.345   | 8º      | 9     |
| 8°  | 27 | Daniel Holgado          | CFMoto Inde Aspar Team        | Kalex        | 22   | +13.174   | 15º     | 8     |
| 9°  | 12 | Filip Salač             | Elf Marc VDS Racing           | B-25         | 22   | +14.188   | 16º     | 7     |
| 10° | 21 | Alonso López            | Team HDR Heidrun              | B-25         | 22   | +14.926   | 9º      | 6     |
| 11° | 75 | Albert Arenas           | Italjet Gresini Moto2         | Kalex        | 22   | +15.757   | 13º     | 5     |
| 12° | 53 | Deniz Öncü              | Red Bull KTM Ajo              | Kalex        | 22   | +18.820   | 12º     | 4     |
| 13° | 14 | Tony Arbolino           | BLU CRU Pramac Yamaha Moto2   | B-25         | 22   | +19.152   | 20º     | 3     |
| 14° | 99 | Adrián Huertas          | Italtrans Racing              | Kalex        | 22   | +19.999   | 18º     | 2     |
| 15° | 64 | Mario Aji               | Idemitsu Honda Team Asia      | Kalex        | 22   | +20.760   | 14º     | 1     |
| 16° | 28 | Izan Guevara            | BLU CRU Pramac Yamaha Moto2   | B-25         | 22   | +21.256   | 11º     |       |
| 17° | 15 | Darryn Binder           | Italjet Gresini Moto2         | Kalex        | 22   | +22.225   | 6º      |       |
| 18° | 16 | Joe Roberts             | OnlyFans American Racing Team | Kalex        | 22   | +23.264   | 27º     |       |
| 19° | 92 | Yūki Kunii              | Idemitsu Honda Team Asia      | Kalex        | 22   | +23.408   | 23º     |       |
| 20° | 95 | Collin Veijer           | Red Bull KTM Ajo              | Kalex        | 22   | +24.309   | 24º     |       |
| 21° | 80 | David Alonso            | CFMoto Inde Aspar Team        | Kalex        | 22   | +24.642   | 25º     |       |
| 22° | 4  | Iván Ortolá             | QJ Motor - Frinsa - MSi       | B-25         | 22   | +26.974   | 19º     |       |
| 23° | 71 | Ayumu Sasaki            | RW-Idrofoglia Racing GP       | Kalex        | 22   | +27.064   | 21º     |       |
| 24° | 84 | Zonta van den Goorbergh | RW-Idrofoglia Racing GP       | Kalex        | 22   | +30.653   | 26º     |       |
| 25° | 66 | Óscar Gutiérrez         | QJ Motor - Frinsa - MSi       | B-25         | 22   | +37.405   | 28º     |       |

#### Ritirati
| Nº | Pilota           | Squadra                    | Motocicletta | Giri | Griglia |
| -- | ---------------- | -------------------------- | ------------ | ---- | ------- |
| 13 | Celestino Vietti | Team HDR Heidrun           | B-25         | 12   | 2º      |
| 9  | Jorge Navarro    | Klint Forward Factory Team | Forward      | 0    | 17º     |

#### Non partiti
| Nº | Pilota      | Squadra                    | Motocicletta | Griglia |
| -- | ----------- | -------------------------- | ------------ | ------- |
| 11 | Álex Escrig | Klint Forward Factory Team | Forward      | 22º     |

## Moto3

### Prove
Nella prima sessione di prove libere del venerdì mattina, il pilota più veloce in pista è il nipponico Ryūsei Yamanaka del team Frinsa - MT Helmets - MSi che precede di 50 millesimi José Antonio Rueda e di 166 millesimi Matteo Bertelle. L'italiano al debutto con il team LevelUp - MTA, segna il miglior tempo nel turno di pre-qualifiche davanti al connazionale Stefano Nepa, staccato di 235 millesimi, mentre in terza posizione troviamo Rueda, distante 260 millesimi. Nella Top 14, e qualificati direttamente in Q2, anche la coppia di Snipers Team con Riccardo Rossi davanti a Nicola Carraro e Luca Lunetta. Nella seconda sessione di prove libere del sabato mattina, Rueda è il più veloce davanti ad Adrián Fernández di 156 millesimi e di 3 decimi davanti a Nepa.

### Qualifiche
In Q1 si qualificano per la fase successiva con i quattro migliori tempi: Álvaro Carpe, il pilota di casa Tatchakorn Buasri, Dennis Foggia ed Eddie O'Shea. In Q2, Matteo Bertelle si porta in prima posizione durante il primo run dei piloti in 1'40"400, tempo che nessuno riuscirà a migliorare, con il pilota veneto che conquista la sua prima pole position in carriera, riportando la prima posizione in qualifica ad un pilota italiano per la prima volta da Foggia nel 2022 proprio in Thailandia. Staccato di soli 82 millesimi c'è Stefano Nepa a completare la doppietta italiana, mentre chiude la prima fila José Antonio Rueda a 96 dalla millesimi pole. Quarta posizione per Scott Ogden davanti a Luca Lunetta in quinta posizione. Dodicesima posizione per Riccardo Rossi seguito da Dennis Foggia, mentre chiude sedicesimo Nicola Carraro. Ventiquattresimo invece Guido Pini, al debutto; ecco i risultati dei primi cinque classificati:
| Pos | Nº | Pilota             | Team                | Tempo    |
| --- | -- | ------------------ | ------------------- | -------- |
| 1   | 18 | Matteo Bertelle    | LevelUp - MTA       | 1'40.400 |
| 2   | 82 | Stefano Nepa       | SIC58 Squadra Corse | 1'40.482 |
| 3   | 99 | José Antonio Rueda | Red Bull KTM Ajo    | 1'40.496 |
| 4   | 19 | Scott Ogden        | CIP Green Power     | 1'40.539 |
| 5   | 58 | Luca Lunetta       | SIC58 Squadra Corse | 1'40.647 |

### Gara
Allo spegnimento dei semafori, José Antonio Rueda si porta subito in testa alla gara seguito da Matteo Bertelle, Stefano Nepa ed un gruppo di altri sei piloti, tra cui Luca Lunetta e Ryūsei Yamanaka che risale velocemente la china dopo una brutta qualifica. Verso la metà della gara questo primo gruppo si ricompatta con un secondo, andando a formare un trenino di ben tredici piloti. All'ottavo giro, sotto regime di bandiera gialla, David Muñoz tenta l'attacco su Lunetta per il quarto posto, andandogli però addosso, mandandolo nella sabbia e facendolo scivolare fuori dalla zona punti; contemporaneamente nella stessa curva, anche Bertelle va lungo e sempre nello stesso giro commette un altro errore che gli costerà molto in termini di posizioni e tempo. Intanto Yamanaka è autore di una caduta e si ritira così come Muñoz, al quale viene anche inflitto un long lap penalty. Rueda prende il largo mentre dietro, a quattro giri dal termine, Joel Kelso centra in pieno Ángel Piqueras, che riuscirà a ripartire, ed ostacolando anche Foggia.
Negli ultimi giri, Rueda va a vincere in solitaria il suo secondo Gran Premio in carriera, mentre si accende la lotta per il podio con Álvaro Carpe che al debutto ha la meglio su Adrián Fernández e Nepa, chiudendo la gara in seconda posizione dietro al compagno di squadra e davanti a Fernández che completa la tripletta spagnola, mentre sfuma il primo podio per Nepa. Quinta posizione per Bertelle dopo i due errori, al miglior risultato in carriera, davanti a Foggia e David Almansa. Ottava posizione per Rossi. Dietro è una gara ad eliminazione, con solo quindici piloti che tagliano il traguardo a partire da Joel Esteban che chiude nono, davanti a Lunetta, che ricostruisce la sua gara fino in decima posizione, e Ruche Moodley, al debutto. Dodicesima posizione, dopo la caduta, per Piqueras davanti a Marcos Uriarte, ai primi punti nel Motomondiale così come Adrián Cruces e Cormac Buchanan in quattordicesima e quindicesima posizione. Di seguito i risultati della gara:

#### Arrivati al traguardo
| Pos | Nº | Pilota             | Squadra                   | Motocicletta  | Giri | Tempo     | Griglia | Punti |
| --- | -- | ------------------ | ------------------------- | ------------- | ---- | --------- | ------- | ----- |
| 1°  | 99 | José Antonio Rueda | Red Bull KTM Ajo          | KTM RC 250 GP | 19   | 32'14"402 | 3º      | 25    |
| 2°  | 83 | Álvaro Carpe       | Red Bull KTM Ajo          | KTM RC 250 GP | 19   | +7.276    | 5º      | 20    |
| 3°  | 31 | Adrián Fernández   | Leopard Racing            | Honda NSF250R | 19   | +7.341    | 11º     | 16    |
| 4°  | 82 | Stefano Nepa       | SIC58 Squadra Corse       | Honda NSF250R | 19   | +7.590    | 2º      | 13    |
| 5°  | 18 | Matteo Bertelle    | LevelUp - MTA             | KTM RC 250 GP | 19   | +10.242   | 1º      | 11    |
| 6°  | 71 | Dennis Foggia      | CFMoto Gaviota Aspar Team | KTM RC 250 GP | 19   | +11.644   | 13º     | 10    |
| 7°  | 72 | David Almansa      | Leopard Racing            | Honda NSF250R | 19   | +12.068   | 7º      | 9     |
| 8°  | 58 | Riccardo Rossi     | Rivacold Snipers Team     | Honda NSF250R | 19   | +13.138   | 12º     | 8     |
| 9°  | 78 | Joel Esteban       | Red Bull KTM Tech3        | KTM RC 250 GP | 19   | +21.956   | 23º     | 7     |
| 10° | 58 | Luca Lunetta       | SIC58 Squadra Corse       | Honda NSF250R | 19   | +22.031   | 5º      | 6     |
| 11° | 21 | Ruche Moodley      | Denssi Racing - BOE       | KTM RC 250 GP | 19   | +22.158   | 19º     | 5     |
| 12° | 36 | Ángel Piqueras     | Frinsa - MT Helmets - MSi | KTM RC 250 GP | 19   | +29.798   | 15º     | 4     |
| 13° | 89 | Marcos Uriarte     | GRYD - MLav Racing        | Honda NSF250R | 19   | +30.044   | 26º     | 3     |
| 14° | 11 | Adrián Cruces      | CIP Green Power           | KTM RC 250 GP | 19   | +29.930   | 20º     | 2     |
| 15° | 14 | Cormac Buchanan    | Denssi Racing - BOE       | KTM RC 250 GP | 19   | +57.228   | 22º     | 1     |

#### Ritirati
| Nº | Pilota            | Squadra                       | Motocicletta  | Giri | Griglia |
| -- | ----------------- | ----------------------------- | ------------- | ---- | ------- |
| 19 | Scott Ogden       | CIP Green Power               | KTM RC 250 GP | 18   | 4º      |
| 34 | Jakob Rosenthaler | CFMoto Gaviota Aspar Team     | KTM RC 250 GP | 18   | 25º     |
| 66 | Joel Kelso        | LevelUp - MTA                 | KTM RC 250 GP | 14   | 8º      |
| 64 | David Muñoz       | Liqui Moly Dynavolt Intact GP | KTM RC 250 GP | 12   | 10º     |
| 10 | Nicola Carraro    | Rivacold Snipers Team         | Honda NSF250R | 10   | 16º     |
| 6  | Ryūsei Yamanaka   | Frinsa - MT Helmets - MSi     | KTM RC 250 GP | 9    | 14º     |
| 94 | Guido Pini        | Liqui Moly Dynavolt Intact GP | KTM RC 250 GP | 8    | 24º     |
| 72 | Taiyō Furusato    | Honda Team Asia               | KTM RC 250 GP | 7    | 9º      |
| 73 | Valentín Perrone  | Red Bull KTM Tech3            | KTM RC 250 GP | 6    | 21º     |
| 5  | Tatchakorn Buasri | Honda Team Asia               | KTM RC 250 GP | 6    | 17º     |
| 8  | Eddie O'Shea      | GRYD - MLav Racing            | KTM RC 250 GP | 0    | 18º     |